# Quinzena legislatura del Parlament de Catalunya
La quinzena legislatura del Parlament de Catalunya és la legislatura que sorgeix de les eleccions celebrades el 12 de maig de 2024, convocades de manera avançada pel President Pere Aragonès en no obtenir el suport suficient per aprovar els pressupostos de 2024 del Govern de la Generalitat de Catalunya. El 13 de març de 2024, el Parlament no va aprovar els pressupostos per un vot de diferència després que el govern va intentar negociar el suport amb PSC, En Comú Podem i Junts per Catalunya. Pere Aragonès va decidir acabar la legislatura i convocar noves Eleccions al Parlament de Catalunya per al 12 de maig de 2024. Les causes del desacord pels pressupostos es relacionaren amb el no rebuig al projecte del macrocasino Hard Rock.

## Eleccions
Les eleccions es van convocar i van tenir lloc el 12 de maig de 2024. El PSC guanya en escons i vots amb 42 diputats amb l'escenari incert d'un Parlament molt dividit, i en què dels partits independentistes només Junts+ aconsegueix pujar, aconseguint els millors resultats de la seva història, pujant fins als 35 escons mentre que l'ERC i la CUP s'enfonsen amb 20 i 4 escons. El PP aconsegueix ser la quarta força del parlament és el PP passant de tres a quinze diputats, Vox es manté en onze escons i els Comuns Sumar cauen fins als sis. Aliança Catalana entra en la cambra per primer cop amb dos diputats, i Ciutadans desapareix del Parlament set anys després de guanyar les eleccions.
Segons els càlculs dels transvasaments de vots respecte a les eleccions de 2021, Esquerra va perdre molta part dels antics votants a mans del PSC i en menor quantitat a l'abstenció i a Junts, mentre que els socialistes i Vox van aconseguir incorporar molt vot anteriorment abstencionista, i el PP la major part del votant de Ciutadans i una part del de Vox, mentre que Junts es feia amb el del PDECat.
| Parlament de Catalunya resultant de les Eleccions de 2024                                    |
| -------------------------------------------------------------------------------------------- |
|                                                                                              |
| CUP-DT (4) Comuns Sumar (6) ERC (20) PSC (42) Junts+Puigdemont (35) PPC (15) Vox (11) AC (2) |

En la nit electoral, Salvador Illa va assegurar que es presentarà a la investidura, Carles Puigdemont s'ha reivindicat com l'únic que pot encapçalar un govern independentista allargant la mà a l'ERC amb l'abstenció socialista, i Pere Aragonès ha reconegut la desfeta electoral passa a l'oposició.

## Constitució de la legislatura
La sessió de constitució va ser el 10 de juny de 2024. La mesa d'edat fou presidida pel diputat amb més edat, Agustí Colomines, i amb els dos diputats més joves (Júlia Calvet i Mar Besses) exercint com a secretàries. La mesa d'edat va permetre el vot delegat dels diputats exiliats Carles Puigdemont, Lluís Puig (Junts) i Ruben Wagensberg (ERC).

### Elecció dels membres de la mesa
| Càrrec                 | Diputat/ada                | Diputat/ada                | Inici de mandat    | Fi de mandat | Partit polític | Partit polític                       |
| ---------------------- | -------------------------- | -------------------------- | ------------------ | ------------ | -------------- | ------------------------------------ |
| President              | Josep Rull                 | Josep Rull i Andreu        | 10 de juny de 2024 |              |                | Junts per Catalunya                  |
| Vicepresidenta primera |                            | Raquel Sans i Guerra       | 10 de juny de 2024 |              |                | Esquerra Republicana de Catalunya    |
| Vicepresident segon    | David Pérez i Ibáñez       | David Pérez i Ibáñez       | 10 de juny de 2024 |              |                | Partit dels Socialistes de Catalunya |
| Secretari primer       |                            | Glòria Freixa i Vilardell  | 10 de juny de 2024 |              |                | Junts per Catalunya                  |
| Secretari segon        | Julià Fernàndez i Olivares | Julià Fernàndez i Olivares | 10 de juny de 2024 |              |                | Esquerra Republicana de Catalunya    |
| Secretari tercer       |                            | Rosa Maria Ibarra i Ollé   | 10 de juny de 2024 |              |                | Partit dels Socialistes de Catalunya |
| Secretari quart        |                            | Judith Alcalá González     | 10 de juny de 2024 |              |                | Partit dels Socialistes de Catalunya |

## Elecció del president de la Generalitat
Després de les eleccions al Parlament de Catalunya de 2024, es va començar a especular sobre un possible acord entre Partit dels Socialistes de Catalunya (PSC), Esquerra Republicana de Catalunya (ERC) i Comuns Sumar. El bloc independentista, que havia sumat majoria del 2012 ençà, no l'havia aconseguit revalidar en aquestes eleccions. Amb la negativa socialista a abstenir-se si Carles Puigdemont es presentava a la investidura, l'única possibilitat semblava un acord “progressista” per a investir Salvador Illa com a president de la Generalitat.
En un principi, ERC es va negar a col·laborar en la investidura del líder socialista, cosa que va quedar reflectida en un discurs de Pere Aragonès en què va afirmar que «ERC serà a l'oposició i assumiré les responsabilitats del resultat». L'endemà de les eleccions al Parlament de Catalunya, que es van haver d'avançar després del rebuig dels Comuns al projecte de pressupostos de 2024, Aragonès anuncià la seva retirada pels mals resultats obtinguts, atès que Esquerra havia perdut una gran part dels antics votants a mans del PSC i, en menor quantitat, a l'abstenció i a Junts+. Oriol Junqueras, per la seva banda, deixà la presidència uns dies després i convocà un congrés per al 30 de novembre, i Marta Rovira va anunciar que no es presentaria a la reelecció com a secretària general. El 12 de juliol de 2024, ja aprovada la Llei d'amnistia, Marta Rovira va retornar a Catalunya del seu exili a Suïssa, acompanyada per altres exiliats, com ara Ruben Wagensberg, Oleguer Serra, Jesús Rodríguez i Campmajó. A més de les renúnicies dels líders d'ERC, es va destapar l'existència d'una estructura interna dedicada a fer atacs de falsa bandera finançats pel partit amb factures falses a través de l'empresa de comunicació Relevance.
El lideratge d'ERC va passar a mans de Rovira, que va menar les negociacions tant per a la conformació de la mesa del Parlament com per a la investidura d'Illa com a president de la Generalitat. Aquest últim punt havia de passar per una consulta a les bases d'Esquerra. El pacte aconseguit el 29 de juliol de 2024 posava com a prioritat la sobirania fiscal de Catalunya, perquè l'Agència Tributària de Catalunya recaptés el cent per cent dels impostos a Catalunya. També incloïa altres temes, com ara la llengua catalana, que contemplava la creació d'una conselleria de Política Lingüística; la permanència de la conselleria d'Igualtat i Feminismes; un pacte nacional per a la indústria, i la gratuïtat de l'educació infantil fins a dos anys.
El dia 2 d'agost del 2024 la militància d'Esquerra Republicana va votar l'acord amb el PSC-Units. Amb una participació rècord del 77%, les bases van avalar el pacte amb el 53% dels vots i una diferència de tan sols 550 vots contraris.
A banda del pacte ERC - PSC-Units, Illa també va arribar a un acord amb els Comuns, que havien provocat la caiguda del govern d'ERC no donant suport als seus pressupostos. El dia 3 d'agost els socialistes van concloure un acord amb els Comuns per a la investidura segons el qual el projecte del Hard Rock de Tarragona s'havia d'aturar i que preveia un augment de la inversió en habitatge públic, la reducció de les llistes d'espera al sistema de salut i la contractació de més professors.
Després de la votació de les bases d'Esquerra i el vistiplau al pacte amb els socialistes, la diputada de les joventuts d'ERC, Mar Besses, va donar a conèixer que no votaria a favor de la investidura fins que Jovent Republicà no hi donés llum verda. Per això les joventuts van convocar un consell nacional extraordinari per discutir si la diputada havia de donar suport a Illa o no. El dia 5 d'agost el Consell Nacional reunit va avalar la investidura del líder dels socialistes catalans amb un “sí crític” al PSC.

### Sessió d'investidura
Després que les bases d'ERC van avalar l'acord amb PSC-Units, el líder dels socialistes va comunicar al president del parlament, Josep Rull, que havia aconseguit prou suport per a ser investit president de la Generalitat. Per la seva banda, Rull va anunciar que iniciaria un ronda de consultes i va convocar la sessió d'investidura per al dia 8 d'agost. Aquell dia els Mossos d'Esquadra van activar un fort dispositiu policial al voltant del parc de la Ciutadella per impedir l'arribada de Puigdemont al Parlament, d'acord amb l'ordre de detenció il·legal que Pablo Llarena havia dictat contra ell, a més d'evitar que els manifestants, tant independentistes com nacionalistes espanyols, poguessin increpar o atacar algun diputat.
Després que el candidat a la presidència va fer el seu discurs inaugural, va començar el debat amb cada grup parlamentari. El diputat Albert Batet va sol·licitar que se suspengués el ple indefinidament perquè el secretari general de Junts, Jordi Turull, havia estat cridat a declarar per presumpta “obstrucció a la justícia”, atès que Turull suposadament havia donat suport a Puigdemont en la seva fugida de Barcelona unes hores abans. Aquesta petició, però, va ser denegada per la mesa amb els vots en contra de PSC i ERC.
Quan es va votar la candidatura d'Illa, cridant els diputats per ordre alfabètic, en anomenar Carles Puigdemont tot el grup parlamentari de Junts va aplaudir en protesta per «no garantir els drets democràtics més bàsics a un diputat electe». A les 19.32 h, finalment, el president del Parlament va anunciar que el resultat de la votació havia estat de 68 vots a favor, 66 en contra i 1 diputat absent, per la qual cosa Salvador Illa Roca va ser investit cent trenta-tresè president de la Generalitat de Catalunya.
| Candidat                         | Data                                                  | Vot       | PSC | Junts+ | ERC | PPC | Vox | Comuns Sumar | CUP-DT | AC | Total    |
| -------------------------------- | ----------------------------------------------------- | --------- | --- | ------ | --- | --- | --- | ------------ | ------ | -- | -------- |
| Salvador Illa i Roca (PSC-Units) | 8 d'agost de 2024 Majoria absoluta necessària(68/135) | Sí        | 42  |        | 20  |     |     | 6            |        |    | 68 / 135 |
| Salvador Illa i Roca (PSC-Units) | 8 d'agost de 2024 Majoria absoluta necessària(68/135) | No        |     | 34     |     | 15  | 11  |              | 4      | 2  | 67 / 135 |
| Salvador Illa i Roca (PSC-Units) | 8 d'agost de 2024 Majoria absoluta necessària(68/135) | Absències |     | 1      |     |     |     |              |        |    | 1 / 135  |

### Arribada de Carles Puigdemont
Després de les eleccions, el líder de Junts, Carles Puigdemont, havia anunciat que assistiria a la investidura del pròxim president de la Generalitat, fos ell o Salvador Illa. Quan Illa va comunicar Rull que tenia prou suports per a ser investit, Puigdemont va anunciar que aniria a la investidura per exercir el seu paper de líder de l'oposició i participar en el debat. Per al dia de la investidura s'havia organitzat la rebuda de Puigdemont amb un acte al passeig de Lluís Companys, davant de l'Arc del Triomf de Barcelona. A les 9 del matí Puigdemont va arribar a l'Arc del Triomf, on l'esperava una munió de gent. El líder de Junts va fer un breu discurs acabat amb la frase «no sé quan ens tornarem a veure» i, després de sortir pel costat dels seus seguidors cap al parc de la Ciutadella, on es troba el Parlament de Catalunya, Puigdemont va desaparèixer de les càmeres i de davant els mossos d'Esquadra. Aquesta desaparició va fer que els mossos activessin la fase 3 de l'Operació Gàbia, organitzada per a detenir-lo il·legalment i que implicà el tancament de Barcelona i la revisió dels automòbils que sortien de la ciutat.
Carles Puigdemont no va ser localitzat i l'Operació Gàbia va ser desactivada, atès que amb el temps transcorregut l'expresident potser ja havia sortit de la capital. El seu advocat, Gonzalo Boye, va declarar que Puigdemont «se n'ha anat a casa» i que no el capturarien pas, cosa que feia suposar que ja havia sortit del territori espanyol rumb a Waterloo. Això es va confirmar quan el secretari general de Junts va donar a conèixer que el líder de Junts per Catalunya ja es trobava «fora de l'estat espanyol», a més de declarar que Puigdemont havia estat a Barcelona ja des del 6 d'agost sense ser detingut per les forces de seguretat. Aquells dies van ser detinguts tres mossos d'Esquadra per col·laborar, presumptament, amb la fugida de l'expresident. El dispositiu i l'operació policial per a capturar-lo, d'altra banda, foren durament criticats: els mitjans pròxims al nacionalisme espanyol els titllaren de "nyap", mentre que els pròxims al sobiranisme hi veieren un escàndol per la desproporció de mitjans desplegats i per la col·laboració en la repressió antiindependentista.

## Govern de Catalunya 2024-2028
Salvador Illa va formar un govern situat en la socialdemocràcia i en l'humanisme cristià el 12 d'agost de 2024.
La consellera Paneque fou reprovada pel Parlament en 27 de març de 2025, que demanà al president Illa la seva destitució per la seva mala gestió en l'escalada d'Incidències a Rodalies Barcelona i d'Adif dels darrers mesos.

## Legislació del govern

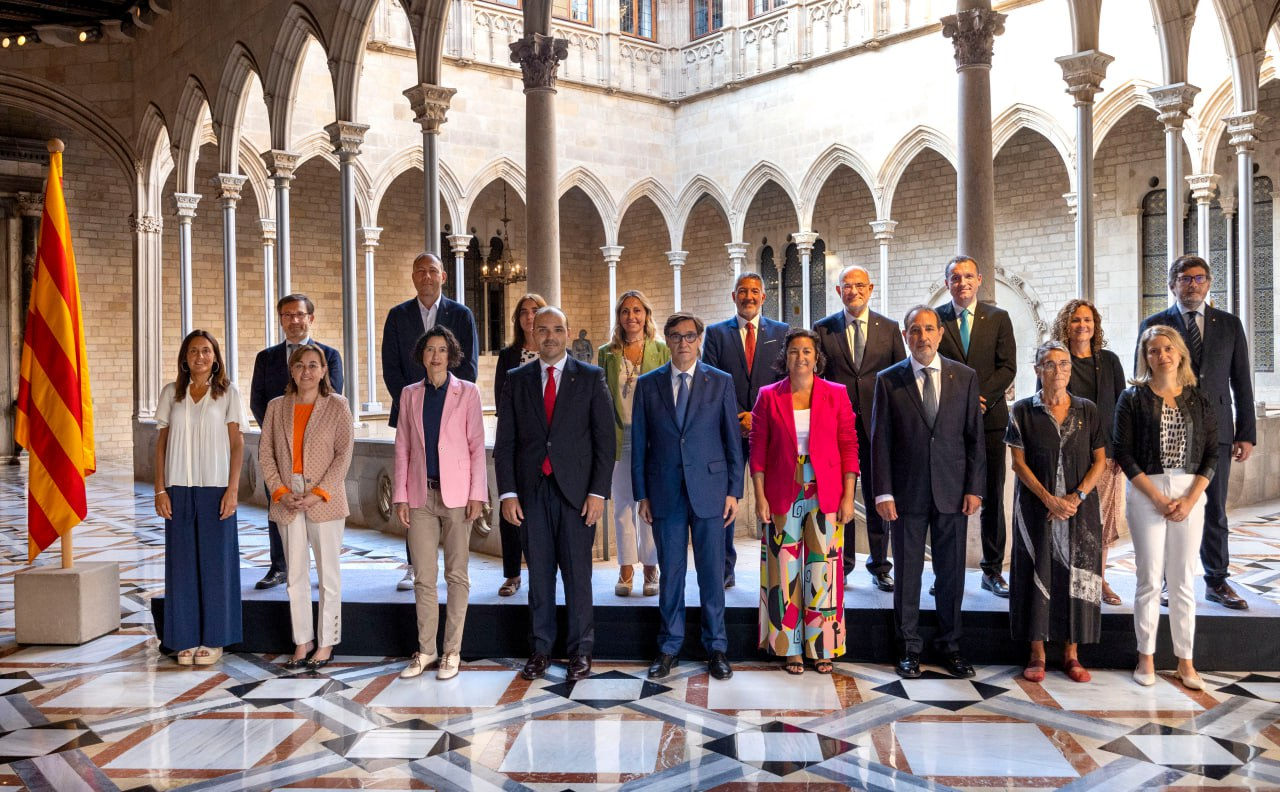
Govern de la Generalitat en agost de 2024

El President Illa va renunciar a negociar pressupostos per a 2024 per centrar-se en els de 2025 i prorrogar els pressupostos del 2023, negociant cada decret necessari per complementar-los, i va anunciar en el debat de política general de 2024 una inversió de 8.300 milions d'euros per a la construcció de 50.000 habitatges públics fins al 2030 per fer front a la Crisi de l'habitatge a Catalunya.
Entre els compromisos assumits pel PSC amb ERC en l'acord d'investidura, el govern va tirar endavant la llei de l'amiant, l'estatut de municipis rurals i la llei de memòria democràtica, que van posar en marxa el govern de Pere Aragonès la legislatura anterior.
El govern va rebutjar el traspàs del control de l'ordre públic i la integritat de les persones i el patrimoni als aeroports i ports bascos, competència de la Guàrdia Civil i el Cos Nacional de Policia i que el govern de Pere Aragonès va acordar per als Mossos d'Esquadra però no es va materialitzar per la convocatòria d'eleccions.
El gener de 2025 ERC es va negar a negociar els pressupostos de 2025 davant l'incompliment dels acords d'investidura per part del Govern. Les negociacions dels partits de l'oposició amb el govern de l'Estat a canvi d'estabilitat van comportar l'increment de competències de la Generalitat de Catalunya, amb ERC, la creació d'un nova empresa mixta entre l'Estat i la Generalitat per gestionar tot el servei de Rodalies de Catalunya a partir de l'1 de gener del 2026 per fer front al caos ferroviari, i amb Junts per Catalunya la cessió de les competències en immigració que suposen la gestió dels centres d'internament d'estrangers (CIE) i la tramitació dels permisos de residència, i que els Mossos s'ocupin de ports i aeroports en cooperació amb la Guàrdia Civil i la policia espanyola.
El 13 de maig de 2025 es va donar a conèixer el Pacte Nacional per la Llengua amb l'acord del PSC, ERC, Comuns i la signatura d'una vintena de d'entitats, amb l'objectiu de promoure l'ús social de la llengua catalana en diferents àmbits.
El 16 de juliol de 2025 el parlament aprova la llei de l'estatut dels municipis rurals per tal de facilitar les tasques administratives en municipis de baixa població. En aquest sentit defineix tres categories: municipi rural (<2.000 hab.), municipi rural d'especial atenció (<500 hab.) i municipi rural assimilat (<5.000 hab. i >10 nuclis de població de <500 hab.) amb la previsió que puguin acollir-se uns 600 municipis catalans.
El 23 de juliol de 2025 s'aprovà una llei pel canvi d'adscripció comarcal del municipi d'Aiguafreda, que passa del Vallès Oriental a Osona. El canvi comportarà l'adscripció a la regió policial, però no resultarà en canvis en la seva vinculació ni de  regió sanitària ni de partit judicial. La llei s'ha aprovat amb els vots favorables de gairebé tots els grups parlamentaris, llevat de VOX que s'ha abstingut.